# 布里奥讷莱萨布勒
布里奥讷莱萨布勒（法語：Briosne-lès-Sables，法語發音：[bʁijɔn lɛ sabl]）是法国萨尔特省的一个市镇，属于马梅尔斯区。

## 地理
布里奥讷莱萨布勒（48°10'27"N, 0°23'44"E）面积9.85 平方千米，位于法国卢瓦尔河地区大区萨尔特省，该省份为法国西北部内陆省份，北起顺时针与奥恩省、厄尔-卢瓦省、卢瓦-谢尔省、安德尔-卢瓦尔省、曼恩-卢瓦尔省和马耶讷省接壤，是法国大西部的入口，连接卢瓦尔河谷、布列塔尼和巴黎盆地。
与布里奥讷莱萨布勒接壤的市镇（或旧市镇、城区）包括：若泽、托尔塞昂瓦莱、博费、博内塔布勒、库尔瑟蒙、圣艾尼昂。

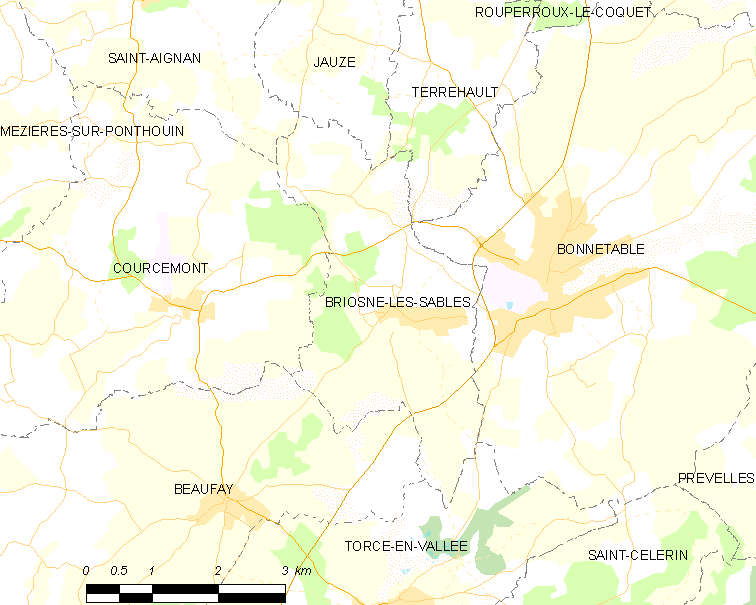
布里奥讷莱萨布勒的OSM定位图

布里奥讷莱萨布勒的时区为UTC+01:00、UTC+02:00（夏令时）。

## 行政
布里奥讷莱萨布勒的邮政编码为72110，INSEE市镇编码为72048。

## 政治
布里奥讷莱萨布勒所属的省级选区为博内塔布勒县。

## 人口

1962-2008年间布里奥讷莱萨布勒人口变化图示

布里奥讷莱萨布勒于2022年1月1日时的人口数量为537人。